# Незнайома дочка
«Втрачена донька» (англ. The Lost Daughter) — драматичний фільм, знятий Меггі Джилленгол на основі однойменного роману Елени Ферранте.

## Сюжет
Леда Карузо, британська професорка італійської літератури, винайняла квартиру на грецькому острові Спеце, щоб провести там відпустку. На початку сезону пляж практично наданий їй одній, що не завдає їй незручностей. Це дозволяє розлученій жінці спокійно фліртувати як із симпатичним студентом Віллом, який цього літа працює в барі на пляжі, так і з Лайлом, наглядачем курортних квартир. Леда відчуває, що вона все ще бажана.
Проте спокій її відпустки на острові різко закінчується з приїздом галасливої та вульгарної родини з Нью-Йорка, яка переїжджає на величезну віллу прямо на узбережжі. Якось вдень її увагу привертає Ніна, що засмагає — приваблива молода мати. Коли вона на березі помічає, що її маленька дочка втекла, Леда повертає її назад. Однак вона залишає у себе улюблену ляльку дівчинки.
Завдяки цій зустрічі 48-річна Леда згадує своїх власних дітей. Вона мати двох дочок, але зараз 25-річна Б'янка та 23-річна Марта здаються їй втомливими. Вона завжди знаходила свою роботу набагато легшою, ніж роль матері.

## У ролях
- Олівія Колман — Леда
  - Джессі Баклі — молода Леда
- Дакота Джонсон — Ніна
- Пітер Сарсґаард — професор Харді
- Пол Мескаль — Вілл
- Олівер Джексон-Коен — Тоні
- Ед Гарріс — Лайл
- Дагмара Домінчик — Келлі
- Джек Фартінг — Джо
- Альба Рорвакер — Жінка

## Виробництво
Знімальний період розпочався у вересні 2020.

## Реліз
Світова прем'єра фільму відбулася на 78-му Венеціанському міжнародному кінофестивалі 3 вересня 2021 року, де Меггі Джілленгол отримала Приз за найкращий сценарій — Лев. Прем'єра в США запланована на 17 грудня 2021 в обмеженому прокаті, а 31 грудня — на Netflix.

## Нагороди та номінації
| Нагорода                                      | Дата вручення     | Категорія                             | Номінанти та одержувачі | Результат    | П.     |
| --------------------------------------------- | ----------------- | ------------------------------------- | ----------------------- | ------------ | ------ |
| Венеціанський кінофестиваль                   | 11 вересня 2021   | Приз за найкращий фільм — Золотий лев | Незнайома дочка         | Номінація    |        |
| Венеціанський кінофестиваль                   | 11 вересня 2021   | Приз за найкращий сценарій — Лев      | Меггі Джилленгол        | Перемога     |        |
| Кінофестиваль у Мідлберзі                     | 14 жовтня 2021    | Акторський прорив                     | Дакота Джонсон          | Перемога     |        |
| Міжнародний кінофестиваль у Мілл-Веллі        | 19 жовтня 2021    | Найкращий акторський ансамбль         | Незнайома дочка         | Перемога     |        |
| Кінофестиваль SCAD у Саванні                  | 29 жовтня 2021    | Вихідна зірка — режисер               | Меггі Джилленгол        | Перемога     |        |
| Премія Hamilton Behind The Camera             | 14 листопада 2021 | Режисерський прорив                   | Меггі Джилленгол        | Перемога     |        |
| Премія «Готем»                                | 29 листопада 2021 | Найкращий незалежний фільм            | Незнайома дочка         | Перемога     | [ 9 ]  |
| Премія «Готем»                                | 29 листопада 2021 | Режисерський прорив                   | Меггі Джилленгол        | Перемога     | [ 9 ]  |
| Премія «Готем»                                | 29 листопада 2021 | Найкращий сценарій                    | Меггі Джилленгол        | Перемога     | [ 9 ]  |
| Премія «Готем»                                | 29 листопада 2021 | Найкраща головна роль                 | Олівія Колман           | Перемога     | [ 9 ]  |
| Премія «Готем»                                | 29 листопада 2021 | Найкраща роль другого плану           | Джессі Баклі            | Номінація    | [ 9 ]  |
| Премія Sunset Circle Awards                   | 3 грудня 2021     | Найкраща жіноча роль                  | Олівія Колман           | Номінація    | [ 10 ] |
| Премія Нью-Йоркського товариства кінокритиків | 3 грудня 2021     | Найкращий дебютний фільм              | Незнайома дочка         | Перемога     | [ 11 ] |
| Премія товариства кінокритиків Вашингтона     | 6 грудня 2021     | Найкраща жіноча роль                  | Олівія Колман           | Номінація    | [ 12 ] |
| Премія товариства кінокритиків Бостона        | 12 грудня 2021    | Найкращий режисерський дебют          | Меггі Джилленгол        | Перемога     | [ 13 ] |
| Премія товариства кінокритиків Бостона        | 12 грудня 2021    | Найкраща жіноча роль другого плану    | Джессі Баклі            | Перемога     | [ 13 ] |
| Премія товариства кінокритиків Філадельфії    | 12 грудня 2021    | Найкращий режисерський дебют          | Меггі Джилленгол        | Номінація    | [ 14 ] |
| Асоціація онлайн-кінокритиків Нью-Йорка       | 12 грудня 2021    | Найкращий фільм                       | Незнайома дочка         | Номінація    |        |
| Асоціація онлайн-кінокритиків Нью-Йорка       | 12 грудня 2021    | ТОП-10 найкращих фільмів року         | Незнайома дочка         | Перемога     |        |
| Асоціація кінокритиків Чикаго                 | 15 грудня 2021    | Прорив року                           | Меггі Джилленгол        | В очікуванні |        |
| Асоціація кінокритиків Чикаго                 | 15 грудня 2021    | Найкращий адаптований сценарій        | Меггі Джилленгол        | В очікуванні |        |
| Асоціація кінокритиків Чикаго                 | 15 грудня 2021    | Найкраща жіноча роль                  | Олівія Колман           | В очікуванні |        |
| Асоціація кінокритиків Чикаго                 | 15 грудня 2021    | Найкраща жіноча роль другого плану    | Джессі Баклі            | В очікуванні |        |
| Асоціація кінокритиків Сент-Луїса             | 19 грудня 2021    | Найкраща акторка                      | Олівія Колман           | Номінація    | [ 15 ] |
| Премія Альянсу жінок-кіножурналістів          | січень 2022       | Найкращий фільм                       | Незнайома дочка         | В очікуванні | [ 16 ] |
| Премія Альянсу жінок-кіножурналістів          | січень 2022       | Найкраща режисерська робота           | Меггі Джилленгол        | В очікуванні | [ 16 ] |
| Премія Альянсу жінок-кіножурналістів          | січень 2022       | Найкраща жіноча режисерська робота    | Меггі Джилленгол        | В очікуванні | [ 16 ] |
| Премія Альянсу жінок-кіножурналістів          | січень 2022       | Найкращий адаптований сценарій        | Меггі Джилленгол        | В очікуванні | [ 16 ] |
| Премія Альянсу жінок-кіножурналістів          | січень 2022       | Найкраща жіноча сценарна робота       | Меггі Джилленгол        | В очікуванні | [ 16 ] |
| Премія Альянсу жінок-кіножурналістів          | січень 2022       | Найкраща жіноча роль                  | Олівія Колман           | В очікуванні | [ 16 ] |
| Премія Альянсу жінок-кіножурналістів          | січень 2022       | Найсміливіша жіноча роль              | Олівія Колман           | В очікуванні | [ 16 ] |
| Премія Альянсу жінок-кіножурналістів          | січень 2022       | Найкраща жіноча роль другого плану    | Джессі Баклі            | В очікуванні | [ 16 ] |
| Премія «Супутник»                             | 5 січня 2022      | Найкращий фільм — драма               | Незнайома дочка         | В очікуванні | [ 17 ] |
| Премія «Супутник»                             | 5 січня 2022      | Найкраща жіноча роль — драма          | Олівія Колман           | В очікуванні | [ 17 ] |
| Премія «Супутник»                             | 5 січня 2022      | Найкращий адаптований сценарій        | Меггі Джилленгол        | В очікуванні | [ 17 ] |
| Асоціація голлівудських критиків              | 8 січня 2022      | Найкращий дебютний фільм              | Меггі Джилленгол        | В очікуванні | [ 18 ] |
| Асоціація голлівудських критиків              | 8 січня 2022      | Найкращий адаптований сценарій        | Меггі Джилленгол        | В очікуванні | [ 18 ] |
| Премія «Золотий глобус»                       | 9 січня 2022      | Кращий режисер                        | Меггі Джилленгол        | В очікуванні | [ 19 ] |
| Премія «Золотий глобус»                       | 9 січня 2022      | Краща жіноча роль — драма             | Олівія Колман           | В очікуванні | [ 19 ] |
| Премія «Вибір критиків»                       | 9 січня 2022      | Найкращий адаптований сценарій        | Меггі Джилленгол        | В очікуванні | [ 20 ] |
| Премія «Вибір критиків»                       | 9 січня 2022      | Найкраща жіноча роль                  | Олівія Колман           | В очікуванні | [ 20 ] |
| Премія «Незалежний дух»                       | 6 березня 2022    | Найкращий фільм                       | Незнайома дочка         | В очікуванні | [ 21 ] |
| Премія «Незалежний дух»                       | 6 березня 2022    | Найкращий режисер                     | Меггі Джилленгол        | В очікуванні | [ 21 ] |
| Премія «Незалежний дух»                       | 6 березня 2022    | Найкращий сценарій                    | Меггі Джилленгол        | В очікуванні | [ 21 ] |
| Премія «Незалежний дух»                       | 6 березня 2022    | Найкраща жіноча роль другого плану    | Джессі Баклі            | В очікуванні | [ 21 ] |